# Terry Riley
Terry Riley (Colfax, California, 24 de junio de 1935) es un compositor musical estadounidense asociado a la corriente minimalista.

## Biografía
Educado en la Universidad Estatal de San Francisco y en el Conservatorio de Música de San Francisco. Más tarde ganó un premio de composición en la Universidad de California en Berkeley. Comenzó con una educación musical formal pero pronto se sintió atraído por la música de John Cage, los experimentos de La Monte Young, las improvisaciones del jazz y la música clásica del norte de India. Siendo su influencia más notoria la de su profesor Pandit Pran Nath, un maestro de música clásica indostaní, que también enseñó a La Monte Young y Maria Zazeela. Riley viajó numerosas veces a la India para el estudio de la rítmica de varios instrumentos musicales como la tabla, tambura y voz.
Su obra más conocida es In C (en español: El do mayor), compuesta en 1964, donde se revela sobre todo la influencia de su colaboración con La Monte Young y el grupo Fluxus en Nueva York, así como el trabajo que realizó en los estudios de Radio France con grabaciones en cinta. Inspirado en la experimentación con el desfase, la superposición y la repetición de sonidos grabados, Riley estructuró la música de In C a partir de 53 frases musicales o módulos de diversa longitud que cada intérprete puede repetir libremente sobre un pulso constante en la nota do. Sin embargo, hay procesos indeterminados en las repeticiones y en la manera que los intérpretes las ejecutan, por lo que el resultado final es una compleja e impredecible red de cánones, polirritmias y énfasis armónicos.